# Йоганес Гадлауб
Йоганес Гадлауб (нім. Johannes Hadlaub) — середньоверхньонімецький мінезингер, який мешкав в Цюриху (є документальне свідчення про те, що 1302 року поет купив там будинок).
Поет вважається одним із творців та укладачів Манесського кодексу, до якого також ввійшла і його 51 пісня. Ці пісні мають автобіографічний характер — у них поет відтворює свої власні любовні пристрасті та страждання.
Швейцарський письменник XIX століття Готфрід Келлер увіковічнив образ поета в оповіданні «Гадлауб»(нім. Hadlaub), що входить до збірки «Цюрихських новел» (нім. Züricher Novellen, 1878)